# SV Spakenburg
Sportvereniging Spakenburg é um clube holandês de futebol de Spakenburg, na Holanda. Foi fundado em 15 de agosto de 1931 e disputa a Topklasse, o terceiro nível do futebol holandês. Manda seus jogos no estádio De Westmaat.

## Jogadores notáveis
- Chima Onyeike